# Sant Just de Vic
Sant Just de Vic és una església gòtica de Vic (Osona) protegida com a Bé Cultural d'Interès Local.

## Descripció
Edifici religiós. Església de nau única dividida en tres trams i absis. És coberta amb volta de creueria i nerviacions gòtiques, que acaben als murs laterals amb cul de llàntia. Al centre, on es creuen els nervis, hi ha uns medallons on s'hi representa la figura d'un bisbe, Crist en creu i la Sagrada Família, un a cada tram. El presbiteri és pentagonal i els sis nervis es prolonguen amb una columneta molt estreta per les parets de la nau. En aquest indret hi ha una portella que comunica amb la sagristia. La façana forma part de l'antiga façana del seminari i presenta un portal dovellat i un gran òcul, que és l'únic element que il·lumina l'església, situats als peus de la nau. L'estat de conservació és bo.
A l'absis de l'església hi ha un retaule de Sant Just del segle xvii.

## Història
El carrer de Sant Just, originàriament anomenat carrer d'en Bruguera, derivat de la casa que tingué aquesta família en el mateix indret. Canvià el nom quan el canonge Vivet hi construí l'església amb l'ajuda econòmica del Consell de la Ciutat i amb almoines dels ciutadans després de l'any 1538. Una vella tradició explicava que aquí havia nascut Sant Just, les relíquies del qual es veneraven a la Catedral, el què devia motivar l'edificació de l'església en el mateix lloc de la suposada casa natalícia. Després de moltes topades quedà adjudicada als Jesuïtes, que hi varen construir un col·legi denominat Sant Andreu, ensems que ampliaren amb una nau a cada costat de la primitiva capella i hi construïren el retaule barroc. Aquest afegitó es va suprimir a principis de segle per tal de retornar el primitiu estil gòtic al temple.
Val a dir que és l'únic edifici religiós de la ciutat de Vic d'estil gòtic, mostrant la pervivència d'aquest estil a Catalunya encara al segle xvi, quan a la resta de la península i a França havien abandonat aquesta estètica per a adoptar la renaixentista.